# U20-as CONCACAF-bajnokság
Az U20-as CONCACAF-bajnokság (angolul: CONCACAF U-20 Championship) egy  a CONCACAF által kiírt labdarúgótorna, a 20 éven aluli labdarúgók számára.
A tornát 1962 óta rendezik meg és egyben selejtező is az U20-as labdarúgó-világbajnokságra.
A jelenlegi címvédő és egyben legsikeresebb válogatott Mexikó csapata 13 győzelemmel.

## Eddigi eredmények
| 1962 Részletek | Panama                         | Mexikó                              | körmérkőzés                         | Guatemala                           | Holland Antillák                    | körmérkőzés       | Costa Rica         |
| 1964 Részletek | Guatemala                      | Salvador                            | körmérkőzés                         | Honduras                            | Guatemala                           | körmérkőzés       | Holland Antillák   |
| 1970 Részletek | Kuba                           | Mexikó                              | körmérkőzés                         | Kuba                                | Jamaica                             | körmérkőzés       | Salvador           |
| 1973 Részletek | Mexikó                         | Mexikó                              | 2 – 0                               | Honduras                            | Guatemala                           | 2 – 0             | Holland Antillák   |
| 1974 Részletek | Panama                         | Mexikó                              | 1 – 0                               | Kuba                                | Trinidad és Tobago                  |                   |                    |
| 1976 Részletek | Puerto Rico                    | Mexikó                              | 0 – 0 (4 – 3 (t))                   | Honduras                            | USA                                 | 1 – 0             | Guatemala          |
| 1978 Részletek | Honduras                       | Mexikó                              | 1 – 0                               | Kanada                              | Honduras                            | 2 – 1             | Costa Rica         |
| 1980 Részletek | USA                            | Mexikó                              | 2 – 0                               | USA                                 | Honduras Kanada                     | Elődöntő          |                    |
| 1982 Részletek | Guatemala                      | Honduras                            | 1 – 0                               | USA                                 | Costa Rica                          | 3 – 2             | Guatemala          |
| 1984 Részletek | Trinidad és Tobago             | Mexikó                              | 2 – 1                               | Kanada                              | Salvador                            | 4 – 2             | USA                |
| 1986 Részletek | Trinidad és Tobago             | Kanada                              | körmérkőzés                         | USA                                 | Trinidad és Tobago                  | körmérkőzés       | Kuba               |
| 1988 Részletek | Guatemala                      | Costa Rica                          | körmérkőzés                         | Mexikó                              | USA                                 | körmérkőzés       | Kuba               |
| 1990 Részletek | Guatemala                      | Mexikó                              | körmérkőzés                         | Trinidad és Tobago                  | USA                                 | körmérkőzés       | Guatemala          |
| 1992 Részletek | Kanada                         | Mexikó                              | körmérkőzés                         | USA                                 | Kanada                              | körmérkőzés       | Honduras           |
| 1994 Részletek | Honduras                       | Honduras                            | körmérkőzés                         | Costa Rica                          | Kanada                              | körmérkőzés       | Salvador           |
| 1996 Részletek | Mexikó                         | Kanada                              | körmérkőzés                         | Mexikó                              | USA                                 | körmérkőzés       | Costa Rica         |
| 1998 Részletek | Guatemala · Trinidad és Tobago | USA Mexikó                          | két csoportos lebonyolítás          | Costa Rica Honduras                 |                                     |                   |                    |
| 2001 Részletek | Kanada · Trinidad és Tobago    | Costa Rica Kanada                   | két csoportos lebonyolítás          | USA Jamaica                         |                                     |                   |                    |
| 2003 Részletek | Panama · USA                   | Panama Kanada                       | két csoportos lebonyolítás          | Mexikó USA                          |                                     |                   |                    |
| 2005 Részletek | Honduras · USA                 | USA Kanada                          | két csoportos lebonyolítás          | Panama Honduras                     |                                     |                   |                    |
| 2007 Részletek | Panama · Mexikó                | USA Mexikó                          | két csoportos lebonyolítás          | Panama Costa Rica                   |                                     |                   |                    |
| 2009 Részletek | Trinidad és Tobago             | Costa Rica                          | 3 – 0                               | USA                                 | Honduras                            | 2 – 1             | Trinidad és Tobago |
| 2011 Részletek | Guatemala                      | Mexikó                              | 3 – 1                               | Costa Rica                          | Guatemala                           | 0 – 0 (7 – 6 (t)) | Panama             |
| 2013 Részletek | Mexikó                         | Mexikó                              | 3 – 1 h.u.                          | USA                                 | Salvador                            | 1 – 0             | Kuba               |
| 2015 Részletek | Jamaica                        | Mexikó                              | 1 – 1 h.u. (4 – 2 (t))              | Panama                              |                                     |                   |                    |
| 2017 Részletek | Costa Rica                     | USA                                 | 0 – 0 h.u. (5 – 3 (t))              | Honduras                            |                                     |                   |                    |
| 2018 Részletek | USA                            | USA                                 | 2 – 0                               | Mexikó                              |                                     |                   |                    |
| 2020 Részletek | Honduras                       | Törölték a COVID-19 pandemic miatt. | Törölték a COVID-19 pandemic miatt. | Törölték a COVID-19 pandemic miatt. | Törölték a COVID-19 pandemic miatt. |                   |                    |

## Győzelmek száma országonként
| Ország             | Bajnok                                                                            | 2. hely                                |
| ------------------ | --------------------------------------------------------------------------------- | -------------------------------------- |
| Mexikó             | 13 (1962, 1970, 1973, 1974, 1976, 1978, 1980, 1984, 1990, 1992, 2011, 2013, 2015) | 3 (1988, 1996, 2018)                   |
| USA                | 2 (2017, 2018)                                                                    | 6 (1980, 1982, 1986, 1992, 2009, 2013) |
| Honduras           | 2 (1982, 1994)                                                                    | 3 (1964, 1976, 2017)                   |
| Costa Rica         | 2 (1988, 2009)                                                                    | 2 (1994, 2011)                         |
| Kanada             | 2 (1986, 1996)                                                                    | 2 (1978, 1984)                         |
| Salvador           | 1 (1964)                                                                          |                                        |
| Guatemala          |                                                                                   | 2 (1962, 1973)                         |
| Kuba               |                                                                                   | 2 (1970, 1974)                         |
| Panama             |                                                                                   | 1 (2015)                               |
| Trinidad és Tobago |                                                                                   | 1 (1990)                               |

## U20-as vb részvételek
Részvételek az U20-as labdarúgó-világbajnokságon országonként. 
| Ország             | #  | U20-as vb részvételek                                                                    |
| ------------------ | -- | ---------------------------------------------------------------------------------------- |
| Mexikó             | 15 | 1977, 1979, 1981, 1983, 1985, 1991, 1993, 1997, 1999, 2003, 2007, 2011, 2013, 2015, 2017 |
| USA                | 15 | 1981, 1983, 1987, 1989, 1993, 1997, 1999, 2001, 2003, 2005, 2007, 2009, 2013, 2015, 2017 |
| Costa Rica         | 9  | 1989, 1995, 1997, 1999, 2001, 2007, 2009, 2011, 2017                                     |
| Kanada             | 8  | 1979, 1985, 1987, 1997, 2001, 2003, 2005, 2007                                           |
| Honduras           | 7  | 1977, 1995, 1999, 2005, 2009, 2015, 2017                                                 |
| Panama             | 5  | 2003, 2005, 2007, 2011, 2015                                                             |
| Trinidad és Tobago | 2  | 1991, 2009                                                                               |
| Guatemala          | 1  | 2011                                                                                     |
| Jamaica            | 1  | 2001                                                                                     |
| Kuba               | 1  | 2013                                                                                     |
| Salvador           | 1  | 2013                                                                                     |